# Манометрический термометр
Манометрический термометр — прибор для измерения температуры. Принцип действия основан на измерении давления жидкости или газа в замкнутом объёме, которое меняется при изменении температуры. Шкала манометра градуируется непосредственно в единицах температуры.

## Принцип работы
Измерительная система состоит из погружаемого элемента, капиллярного провода и трубчатой пружины в корпусе.
Данные элементы соединены в единое устройство, которое под давлением заполнено инертным газом. Изменение температуры влечёт изменение объёма или внутреннего давления в погружаемом устройстве. Давление деформирует измерительную пружину, отклонение которой передаётся с помощью стрелочного механизма на стрелку.
Колебания температуры окружающей среды могут не приниматься во внимание, если для компенсации между стрелочным механизмом и измерительной пружиной встроен биметаллический элемент. На показания также влияют изменения барометрического давления и относительное расположение по высоте.
В зависимости от применяемого рабочего вещества различают следующие манометрические термометры:
- газовые (азот);
- конденсационные (метилхлорид, спирт, диэтиловый эфир);
- жидкостные (метилксилол, силиконовые жидкости, металлы с низкой точкой плавления);
- ртутные со специальными наполнителями.

Изготавливается как технический показывающий или самопишущий прибор для измерения температуры.

## Особенности
Диапазоны показаний лежат в пределах между −200 °C и + 700 °C при измерениях с классом точности 1 согласно ДИН 16 203.